# Liste der Mitglieder der Badischen Ständeversammlung 1911 bis 1912
Diese Liste umfasst die Mitglieder der Ständeversammlung des Großherzogtums Baden für die Sessionen des 45. ordentlichen Landtags. Die Eröffnung fand am 28. November 1911 statt. Am 17. Juli 1912 erfolgte eine Vertagung, am 22. Oktober 1912 die Wiedereröffnung des Landtags. Die Schlusssitzung fiel auf den 22. November 1912. Insgesamt fanden 22 Sitzungen der Ersten Kammer und 108 Sitzungen der Zweiten Kammer statt.

## Präsidium der Ersten Kammer
Präsident: Prinz Max von Baden

1. Vizepräsident: Wirklicher Geheimer Rat Albert Bürklin

2. Vizepräsident: Graf Raban von Helmstatt

## Mitglieder der Ersten Kammer

### Prinzen des Hauses Baden
- Prinz Max von Baden

### Standesherren
- Fürst Max Egon zu Fürstenberg (war nie anwesend)
- Fürst Emich zu Leiningen
- Fürst Erwein von der Leyen
- Prinz Alfred zu Löwenstein-Wertheim-Freudenberg als Vertreter für den Fürsten Ernst zu Löwenstein-Wertheim-Freudenberg
- Fürst Alois zu Löwenstein-Wertheim-Rosenberg
- Graf Emich zu Leiningen-Billigheim

### Vertreter der katholischen Kirche
- Thomas Nörber,[3] Erzbischof von Freiburg (war nie anwesend)

### Vertreter der evangelischen Landeskirche
- Ludwig Schmitthenner, Prälat der Evangelischen Landeskirche

### Vertreter des grundherrlichen Adels

#### Wahlkreis oberhalb der Murg
- Graf Robert von Andlaw
- Graf Heinrich von Kageneck
- Freiherr Ruprecht Böcklin von Böcklinsau
- Freiherr Albrecht von Stotzingen[3]

#### Wahlkreis unterhalb der Murg
- Freiherr Albrecht Göler von Ravensburg
- Graf Raban von Helmstatt
- Freiherr Udo von La Roche-Starkenfels,[3] Oberamtsrichter
- Freiherr Ernst von Gemmingen-Hornberg

### Vertreter der Landesuniversitäten
- Ernst Troeltsch,[3] Geheimer Kirchenrat, Professor an der Universität Heidelberg und deren Vertreter im Landtag
- Richard Schmidt,[3] Geheimer Hofrat, Professor an der Universität Freiburg und deren Vertreter im Landtag
- Hans Bunte,[3] Geheimer Hofrat, Professor an der TH Karlsruhe und deren Vertreter im Landtag

### Von den Handelskammern gewählte Abgeordnete
- Ludwig Stromeyer, Geheimer Kommerzienrat in Freiburg
- Carl Wilhelm Meier, Kommerzienrat in Pforzheim
- Emil Engelhard, Fabrikant in Mannheim

### Von der Landwirtschaftskammer gewählte Abgeordnete
- Friedrich Saenger, Bürgermeister in Diersheim (von der 2. Kammer in die 1. Kammer gewechselt)
- Gustav Vierneisel, Bürgermeister in Lauda

### Von den Handwerkskammern gewählter Abgeordneter
- Alfred Bea, Hofschuhmachermeister, Stadtrat in Freiburg

### Von den der Städteordnung unterliegenden Städten gewählte Abgeordnete
- Otto Winterer,[3] Oberbürgermeister von Freiburg
- Karl Wilckens,[3] Oberbürgermeister von Heidelberg

### Von den Städten über 3000 Einwohnern gewählter Abgeordneter
- Gustav Weiß,[3] Bürgermeister in Eberbach

### Von den Kreisausschüssen gewählter Abgeordneter
- Max Boeckh, Rechtsanwalt und Stadtrat

### Vom Großherzog ernannte Mitglieder
- Ferdinand Lewald,[3] Wirklicher Geheimer Rat, Präsident des Verwaltungsgerichtshofs
- Emil Dorner,[3] Landgerichtspräsident
- Albert Bürklin,[3] Wirklicher Geheimer Rat
- Gustav Scherer, Wirklicher Geheimer Rat
- Wilhelm Hübsch,[3] Geheimer Rat, Ministerialdirektor
- Ferdinand Sander, Geheimer Kommerzienrat
- Carl Reiß,[3] Kommerzienrat
- Hans Thoma,[3] Hochschullehrer

## Präsidium der Zweiten Kammer
Präsident: Rupert Rohrhurst

1. Vizepräsident: Anton Geiß

2. Vizepräsident: Oskar Muser

## Die gewählten Abgeordneten der Zweiten Kammer
Seit 1905 gab es nach einer neuen Einteilung insgesamt 73 von Süden nach Norden fortlaufend nummerierte Wahlkreise. Nachfolgend sind die Stadtwahlkreise und die Ämterwahlkreise in zwei separaten Abschnitten zusammengefasst, wodurch die Nummerierung der Wahlkreise jeweils unvollständig erscheint.

Die Zusammensetzung der Zweiten Kammer entsprach der Wahl vom 21. Oktober 1909. Die reguläre Legislaturperiode dauerte bis Oktober 1913.

### Stadtwahlkreise
| Wahlkreis | Bezeichnung des Wahlkreises                  | Name des Abgeordneten  | Fraktion                     |
| --------- | -------------------------------------------- | ---------------------- | ---------------------------- |
| 3.        | Wahlkreis der Stadt Konstanz                 | Martin Venedey         | Fortschrittliche Volkspartei |
| 11.       | Wahlkreis der Stadt Lörrach mit Stetten      | Ernst Friedrich Roesch | SPD                          |
| 18.       | Wahlkreis der Stadt Freiburg                 | Constantin Fehrenbach  | Zentrum                      |
| 19.       | Wahlkreis der Stadt Freiburg                 | Ernst Kräuter          | SPD                          |
| 20.       | Wahlkreis der Stadt Freiburg                 | Emil Göhring           | Nationalliberale Partei      |
| 25.       | Wahlkreis der Stadt Lahr                     | Georg Monsch           | SPD                          |
| 29.       | Wahlkreis der Stadt Offenburg                | Oskar Muser            | Fortschrittliche Volkspartei |
| 35.       | Wahlkreis der Stadt Baden                    | Hermann Kölblin        | Nationalliberale Partei      |
| 37.       | Wahlkreis der Stadt Rastatt                  | Karl Vogel             | Fortschrittliche Volkspartei |
| 41.       | Wahlkreis der Stadt Karlsruhe                | Ludwig Frank           | SPD                          |
| 42.       | Wahlkreis der Stadt Karlsruhe                | Edmund Rebmann         | Nationalliberale Partei      |
| 43.       | Wahlkreis der Stadt Karlsruhe                | Albert Willi           | SPD                          |
| 44.       | Wahlkreis der Stadt Karlsruhe                | Wilhelm Kolb           | SPD                          |
| 45.       | Wahlkreis der Stadt Durlach                  | Friedrich Weber        | SPD                          |
| 47.       | Wahlkreis der Stadt Pforzheim mit Brötzingen | Andreas Odenwald       | Fortschrittliche Volkspartei |
| 48.       | Wahlkreis der Stadt Pforzheim mit Brötzingen | Adolf Geck             | SPD                          |
| 51.       | Wahlkreis der Stadt Bruchsal                 | Anton Wiedemann        | Zentrum                      |
| 58.       | Wahlkreis der Stadt Mannheim                 | Anton Geiß             | SPD                          |
| 59.       | Wahlkreis der Stadt Mannheim                 | Robert Kramer          | SPD                          |
| 60.       | Wahlkreis der Stadt Mannheim                 | Karl Vogel             | Fortschrittliche Volkspartei |
| 61.       | Wahlkreis der Stadt Mannheim                 | Friedrich König        | Nationalliberale Partei      |
| 62.       | Wahlkreis der Stadt Mannheim                 | Albert Süßkind         | SPD                          |
| 64.       | Wahlkreis der Stadt Heidelberg               | Rupert Rohrhurst       | Nationalliberale Partei      |
| 65.       | Wahlkreis der Stadt Heidelberg               | Friedrich Koch         | Nationalliberale Partei      |

### Ämterwahlkreise
| Wahlkreis | Bezeichnung des Wahlkreises                                                        | Name des Abgeordneten                                                                                                  | Fraktion                     |
| --------- | ---------------------------------------------------------------------------------- | --- | ---------------------------- |
| 1.        | Wahlkreis des Amtes Pfullendorf mit Gemeinden des Amtes Überlingen                 | Josef Weißhaupt | Zentrum                      |
| 2.        | Wahlkreis des Amtes Meßkirch mit Gemeinden des Amtes Stockach                      | Johann Christian Weißhaupt                                                                                             | Nationalliberale Partei      |
| 4.        | Wahlkreis mit Gemeinden der Ämter Konstanz, Überlingen und Stockach                | August Karl Anton Büchner                                                                                              | Zentrum                      |
| 5.        | Wahlkreis mit Gemeinden der Ämter Engen und Konstanz                               | Hermann Schmid | Nationalliberale Partei      |
| 6.        | Wahlkreis mit Gemeinden der Ämter Donaueschingen und Engen                         | Josef Hilbert | Nationalliberale Partei      |
| 7.        | Wahlkreis mit Gemeinden der Ämter Villingen und Donaueschingen                     | Joseph Ignaz Goerlacher                                                                                                | Zentrum                      |
| 8.        | Wahlkreis des Amtes Bonndorf mit Gemeinden des Amtes Waldshut                      | Josef Wittemann | Zentrum                      |
| 9.        | Wahlkreis des Amtes St. Blasien mit Gemeinden des Amtes Waldshut                   | Philipp Blümmel | Zentrum                      |
| 10.       | Wahlkreis des Amtes Säckingen mit Gemeinden der Ämter Waldshut und Schopfheim      | Jonas Dieterle | Zentrum                      |
| 12.       | Wahlkreis mit Gemeinden des Amtes Lörrach                                          | Friedrich Breitenfeld                                                                                                  | SPD                          |
| 13.       | Wahlkreis mit Gemeinden der Ämter Schopfheim und Schönau                           | Adolf Müller | SPD                          |
| 14.       | Wahlkreis des Amtes Müllheim mit Gemeinden der Ämter Lörrach und Staufen           | Ernst Koger | Nationalliberale Partei      |
| 15.       | Wahlkreis mit Gemeinden der Ämter Staufen, Schönau, Freiburg und Neustadt          | Ferdinand Kopf | Zentrum                      |
| 16.       | Wahlkreis des Amtes Breisach mit Gemeinden des Amtes Emmendingen                   | Alfred Freiherr Huber von Gleichenstein                                                                                | Zentrum                      |
| 17.       | Wahlkreis mit Gemeinden der Ämter Neustadt, Triberg und Villingen                  | Josef Duffner | Zentrum                      |
| 21.       | Wahlkreis des Amtes Waldkirch mit Gemeinden des Amtes Freiburg                     | Jakob Reinhardt | Zentrum                      |
| 22.       | Wahlkreis mit Gemeinden der Ämter Freiburg und Emmendingen                         | Joseph Julius Schüler                                                                                                  | Zentrum                      |
| 23.       | Wahlkreis mit Gemeinden des Amtes Emmendingen                                      | Wilhelm Pfefferle | Nationalliberale Partei      |
| 24.       | Wahlkreis des Amtes Ettenheim mit Gemeinden der Ämter Emmendingen und Lahr         | Philipp Henninger | Zentrum                      |
| 26.       | Wahlkreis mit Gemeinden der Ämter Triberg, Villingen und Wolfach                   | Hermann Hummel | Fortschrittliche Volkspartei |
| 27.       | Wahlkreis mit Gemeinden der Ämter Lahr und Offenburg                               | Karl Heimburger am 11. Januar 1912 ausgeschieden, gefolgt von August Hink                                              | Fortschrittliche Volkspartei |
| 27.       | Wahlkreis mit Gemeinden der Ämter Lahr und Offenburg                               | August Hink | Fortschrittliche Volkspartei |
| 28.       | Wahlkreis mit Gemeinden der Ämter Wolfach und Offenburg                            | Rudolf Seubert | Zentrum                      |
| 30.       | Wahlkreis mit Gemeinden des Amtes Kehl                                             | Friedrich Saenger noch vor Eröffnung des Landtags in die Erste Kammer gewechselt, deshalb gefolgt von Hermann Dietrich | Nationalliberale Partei      |
| 30.       | Wahlkreis mit Gemeinden des Amtes Kehl                                             | Hermann Dietrich | Nationalliberale Partei      |
| 31.       | Wahlkreis mit Gemeinden der Ämter Offenburg und Kehl                               | Joseph Morgenthaler | Zentrum                      |
| 32.       | Wahlkreis des Amtes Oberkirch mit Gemeinden der Ämter Offenburg und Achern         | Franz Friedrich Geppert                                                                                                | Zentrum                      |
| 33.       | Wahlkreis mit Gemeinden der Ämter Achern und Bühl                                  | Wilhelm Roeckel | Zentrum                      |
| 34.       | Wahlkreis mit Gemeinden der Ämter Bühl und Baden                                   | Michael Schmunck | Zentrum                      |
| 36.       | Wahlkreis mit Gemeinden der Ämter Rastatt und Baden                                | Johann Johann Anton Zehnter                                                                                            | Zentrum                      |
| 38.       | Wahlkreis mit Gemeinden der Ämter Rastatt, Bühl und Baden                          | Edmund Schmidt | Zentrum                      |
| 39.       | Wahlkreis mit Gemeinden der Ämter Ettlingen, Rastatt und Karlsruhe                 | August Schwall | SPD                          |
| 40.       | Wahlkreis mit Gemeinden des Amtes Karlsruhe                                        | Ludwig Neck | Nationalliberale Partei      |
| 46.       | Wahlkreis mit Gemeinden der Ämter Durlach, Ettlingen und Pforzheim                 | Christian Gierich | Deutschkonservative Partei   |
| 49.       | Wahlkreis mit Gemeinden des Amtes Pforzheim                                        | Friedrich Stockinger                                                                                                   | SPD                          |
| 50.       | Wahlkreis mit Gemeinden der Ämter Bruchsal und Durlach                             | Heinrich Kurz | SPD                          |
| 52.       | Wahlkreis mit Gemeinden des Amtes Bruchsal                                         | Josef Ziegelmeyer | Zentrum                      |
| 53.       | Wahlkreis des Amtes Bretten mit Gemeinden des Amtes Bruchsal                       | Otto Heinrich Schmidt                                                                                                  | Bund der Landwirte           |
| 54.       | Wahlkreis mit Gemeinden der Ämter Wiesloch und Bruchsal                            | Peter Freiherr von und zu Mentzingen                                                                                   | Zentrum                      |
| 55.       | Wahlkreis mit Gemeinden der Ämter Heidelberg und Wiesloch                          | Georg Pfeiffle | SPD                          |
| 56.       | Wahlkreis mit Gemeinden des Amtes Schwetzingen                                     | Jakob Kahn | SPD                          |
| 57.       | Wahlkreis mit Gemeinden der Ämter Mannheim und Schwetzingen                        | Friedrich Bechtold | SPD                          |
| 63.       | Wahlkreis des Amtes Weinheim mit Teilen des Amtes Mannheim                         | Valentin Müller | Nationalliberale Partei      |
| 66.       | Wahlkreis des Amtes Eppingen mit Gemeinden der Ämter Sinsheim und Wiesloch         | Jakob Geiger | Nationalliberale Partei      |
| 67.       | Wahlkreis mit Gemeinden des Amtes Sinsheim                                         | Heinrich Neuwirth | Nationalliberale Partei      |
| 68.       | Wahlkreis mit Gemeinden der Ämter Heidelberg und Eberbach                          | Emil Maier | SPD                          |
| 69.       | Wahlkreis mit Gemeinden der Ämter Buchen, Eberbach, Amtes Mosbach und Adelsheim    | Johann Baptist Knebel                                                                                                  | Zentrum                      |
| 70.       | Wahlkreis mit Gemeinden des Amtes Mosbach                                          | Johann Georg Banschbach                                                                                                | Deutschkonservative Partei   |
| 71.       | Wahlkreis mit Gemeinden der Ämter Boxberg und Adelsheim                            | Johann Gottfried Leiser                                                                                                | Nationalliberale Partei      |
| 72.       | Wahlkreis mit Gemeinden des Amtes Tauberbischofsheim                               | Josef Schofer | Zentrum                      |
| 73.       | Wahlkreis des Amtes Wertheim mit Gemeinden der Ämter Buchen und Tauberbischofsheim | August Neuhaus | Zentrum                      |

## Belege und Anmerkungen
1. ↑  Ludwig Bauer, Bernhard Gißler: Die Mitglieder der Ersten Kammer der Badischen Ständeversammlung von 1819–1912. Fidelitas, Karlsruhe 1913, 5. Auflage, S. 68 f.
2. ↑  Protokolle des Badischen Landtags, 2. Kammer – digitalisiert von der Badischen Landesbibliothek Karlsruhe, 1819–1933
3. 1 2 3 4 5 6 7 8 9 10 11 12 13 14 15 16 17 18 19 20 21 22 23  Dieser Mandatsträger ist in den amtlich veröffentlichten Abgeordnetenlisten als promovierter Akademiker ausgewiesen, d. h. dort üblicherweise mit einem vor dem Namen stehenden Doktor-Grad verzeichnet
4. 1 2 3 4  Bis 1931 hieß die Stadt Baden-Baden nur Baden.